# Tu seras la proie des vautours
Pour plus de détails, voir Fiche technique et Distribution.
Tu seras la proie des vautours (Un dólar de recompensa) est un western spaghetti italo-espagnol réalisé par Rafael Romero Marchent et sorti en 1972.

## Synopsis
La diligence dans laquelle voyage un jeune peintre est attaquée par des bandits, qui tuent son vieux père. Le survivant part à la recherche des meurtriers et parvient à en tuer quelques-uns. Grâce à sa mémoire visuelle, le jeune homme est capable de se souvenir des vêtements des hors-la-loi, et ainsi de les traquer.

## Fiche technique
Sauf indication contraire, les informations mentionnées dans cette section peuvent être confirmées par la base de données cinématographiques IMDb,  présente dans la section « Liens externes ».
- Titre français : Tu seras la proie des vautours[2]
- Titre original espagnol : Un dólar de recompensa[3]
- Titre italien : La preda e l'avvoltoio[4]
- Réalisation : Rafael Romero Marchent
- Scénario : Fernando Popoli, José Luis Navarro, Rafael Romero Marchent
- Photographie : Mario Capriotti
- Montage : Antonio Gimeno
- Musique : Nora Orlandi
- Décors : Riccardo Domenici (it)
- Costumes : Luciano Sagoni
- Production : Luciano Martino, Eduardo Manzanos Brochero
- Société de production : Copercines, Devon Film
- Pays de production :  Espagne -  Italie
- Langue originale : espagnol
- Format : Couleur par Eastmancolor - 35 mm
- Durée : 91 minutes (1 h 31[4])
- Genre : Western spaghetti
- Dates de sortie :
  - Italie : 22 avril 1972
  - France : 25 janvier 1973 (Lyon, Marseille) ; 28 mai 1980 (Paris)[2]
  - Espagne : 19 février 1973 (Madrid) ; 2 juillet 1973 (Barcelone)

## Distribution
- Peter Lee Lawrence : Danny O'Hara
- Orchidea De Santis : Janet
- Carlos Romero Marchent : Lou Stafford
- Andrés Mejuto : Le shérif
- Alfredo Mayo : Fitzgerald Wolley
- Frank Braña : Le juge
- Eduardo Calvo : Docteur Dempsey
- Raf Baldassarre : Joe Porter
- Emilio Rodríguez : Henry Davies
- Dada Gallotti : Carol Wolley
- Luis Induni : Le père de Danny